# رشید بهبودوف
رشید بهبودوف (به ترکی آذربایجانی: Rəşid Məcid oğlu Behbudov)(۱۹۱۵–۱۹۸۹)(فرزند مجید بهبودف)، یکی خواننده اهل جمهوری آذربایجان بود که به‌علت اجرای اپراهای مشهور، شهرت جهانی یافته‌است.

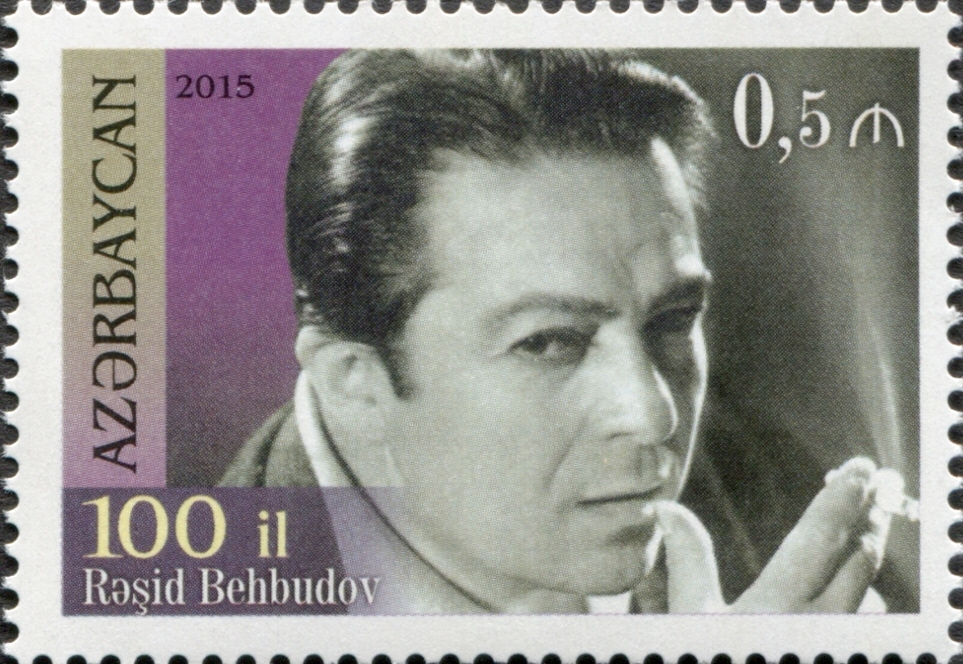
رشید بهبودوف بر روی تمبر جمهوری آذربایجان

## زندگی
رشید بهبودوف در سال ۱۹۱۵ در شهر تفلیس در گرجستان چشم به جهان گشود. عمده شهرت وی به‌خاطر اجرای نقش عسگر در نمایش موزیکال آرشین مال آلان است.
استعداد نادر رشید یک‌شبه آشکار نشد؛ هر چند به‌محض این‌که کشف شد شهرتش چون آتشی سرکش پخش شد. رشید خستگی‌ناپذیر به سفر می‌رفت و در سراسر دنیا کنسرت‌هایی را یکی پس از دیگری اجرا می‌کرد آن هم زمانی که مردم شوروی در جو خفقان موسوم به پردهٔ آهنین زندگی می‌کردند.
وی به کشورهای زیادی از جمله ایران، بریتانیا، فنلاند، ترکیه، چین، بلغارستان، یوگسلاوی، بلژیک، اتیوپی، هند، عراق، شیلی، آرژانتین و دیگر کشورهای آمریکای جنوبی سفر کرد و در هر کشور حداقل ترانه‌ای به زبان آن کشور خواند، طوری که در مجموعهٔ آثار او حدود ۵۰ ترانه به زبان‌های غیر ترکی آذربایجانی است.
از جمله زبان‌های که بهبودف به آن‌ها خوانده می‌توان از ترکی استانبولی، روسی، ارمنی، ازبکی، فارسی، آلمانی، ایتالیایی، فرانسه، اردو و بنگالی یاد کرد.
در ایران او با نوازنده پیانو، چنگیز صادق‌اف و نوازنده تار، احسان داداشف برنامه اجرا کرد. این دو هنرمند در ایران بسیار محبوب بودند و کنسرت دوهفته‌ای آن‌ها در ایران دو ماه طول کشید. او ترانه ای تالشی به اسم یار زنگی را در ایران و جمهوری آذربایجان اجرا کرد.
رشید در هند نیز بسیار محبوب بود و ۶ کنسرت در آن‌جا اجرا کرد. اولین حضور او در هند به سال ۱۹۵۲ برمی‌گردد. در آن‌جا آوازهای آذربایجانی و چندین آواز هندی، اردو و بنگال خواند. یک سال بعد یعنی در سال ۱۹۵۳ با گروه مشهوری از نوازندگان شوروی به هند بازگشت، اما این‌بار به‌عنوان یک چهره آشنا. در هر کنسرت از او خواسته می‌شد که محبوب‌ترین آواز هندی آن دوران یعنی «هندوستان بهترین کشور است» را برایشان بخواند.
در راه حیدرآباد جمعیت بسیاری از هندیان در حالی که گل و میوه در دست داشتند قطار وی را متوقف کردند و به او اصرار کردند برایشان آواز بخواند. سپس او بر روی قطار رفت و جمعیت را با خواندن آوازهای آذربایجانی و هندی سرگرم نمود.
رشید همچنین کنسرت‌هایی را در آمریکای جنوبی داشت که در مجموع شامل ۵۶ پرواز بود.
این هنرمند با آواز تِنور و تغزلی در سال‌های ۴۴–۱۹۳۸ در ارکستر فیلارمونیک ایروان در ارمنستان به‌عنوان تک‌خوان در اپرا تئاتر دولتی ارمنستان هنرنمایی نموده‌است. در سال ۵۶–۱۹۴۶ در ارکستر فیلارمونیک دولتی آذربایجان و در سال‌های ۶۰–۱۹۵۳ در اپرا باله دولتی بنام آخوندوف فعالیت داشته‌است. در سال ۱۹۶۶ تشکیل‌دهنده و رهبر ارکستر آذربایجان بود و در اجرای ترانه‌ها و موسیقی مردمی آذربایجان و در اجرای نقش‌های متنوع در هنر تئاتر با آوازخوانی ایفای نقش نموده‌است. در اجرای ترانه‌های آذربایجان کمال مهارت و استادی را دارا بوده و بیش از ۶۰ سال از عمر خود را در اجرای ترانه‌های اکثر ملل سپری کرده‌است.
بهبودوف با ابداع شیوه جدیدی در آوازخوانی علاوه بر این‌که به شهرت فراوانی در بسیاری از کشورها دست یافت بلکه بسیاری از خوانندگان ترک‌زبان بعد از او به تقلید از شیوه وی پرداختند. بهبودوف در زمانی به عنوان سفیر به بعضی از کشورهای دنیا سفر کرد و در آن‌جا به اجرای انواع اپرا و آواز به زبان بومی آن محل یا به زبان ترکی آذربایجانی پرداخت.
عنوان هنرمند مردمی اتحاد جماهیر شوروی بزرگ‌ترین افتخاری بود که می‌توانست به یک هنرمند در شوروی داده شود. اما دولت شوروی ابتدا این جایزه را از وی دریغ داشت. آن‌ها پذیرفتند که رشید خواننده بزرگی است اما گفتند که وی تنها خواننده پاپ است نه اپرا. اما رشید تنها خواننده پاپ نبود و نقش‌های بسیار پیچیده‌ای در اپرا اجرا می‌نمود. همان‌گونه که در نقش بالاش در اپرای سویل نشان داد و سرانجام به‌خاطر این کار جایزه یاد شده را گرفت که برای هنرمندان آذربایجانی یک اتفاق غیرعادی بود چون عموماً این لقب نصیب هنرمندان روسی می‌شد. بسیاری نیز معتقد بودند که او ترانه‌های روسی را به‌مراتب بهتر از خوانندگان روس اجرا می‌کند.
فرزند وی رشیده رشید، راه پدر را ادامه می‌دهد.

## آهنگ‌شناسی
- آنا Ana (مادر)
- آذربایجان Azərbaycan (آذربایجان)
- کوچه‌لره سو سپمیشم Küçələrə su səpmişəm (کوچه‌ها را آب‌وجارو کرده‌ام)
- باکی Bakı (باکو)
- آیریلیق Ayrılıq (جدایی)
- سنه‌ده قالماز Sənə də qalmaz (برای تو هم نخواهد ماند)
- باهار سنسیز Bahar Sensiz (بهار بی‌تو)
- عزیز دوست Əziz Dost (دوست عزیز)
- قارانفیل qaranfil (میخک)
- قیزیل اؤزؤک qizil uzuk (انگشتر طلا)
- لاله‌لرLalələr (لاله‌ها)
- باکینین اولدوزلاری Bakının Ulduzları (ستاره‌های باکو)
- آذربایجانیم Azərbaycanım (آذربایجان من)
- گؤزلیم سنسن Gözəlim Sənsən (زیبای من تو هستی)
- آلاگؤز Alagöz (شهلا چشم)(چشم سیاه)
- ریحان Reyhan (ریحان)
- زنگی یار (به زبان طالشیِ شمالی)
- بهار دلکش (به زبان فارسی)